# Rising (Donovan)
Rising è un album dal vivo del cantautore scozzese Donovan, pubblicato nel 1990.
Nel 2001 è stato ripubblicato in una versione estesa con il titolo Rising Again.

## Tracce
1. Jennifer Juniper
2. Catch the Wind
3. Hurdy Gurdy Man
4. Sunshine Superman
5. Sadness
6. Universal Soldier
7. Cosmic Wheels (CD Bonus track)
8. Atlantis
9. Wear Your Love Like Heaven
10. To Susan On the West Coast Waiting
11. Colours
12. Young Girl Blues
13. Young But Growing (CD Bonus track)
14. Stealing
15. Sailing Homeward
16. Love Will Find a Way
17. Laléna
18. Make Up Your Mind (CD Bonus track)